# Frații Advahov
Advahov Brothers (romunsko Frații Advahov) sta moldavski duo, ki ga sestavljata brata Vasile in Vitalie Advahov. Duo je bil ustanovljen leta 2005 v Kišinjevu.

## Zgodnje življenje
Vitalie in Vasile Advahov sta bila rojena v Cahulu v Moldaviji dne *18. januarja 1978 in *26. aprila 1979.  Njuna starša sta bila učitelja v pedagoški šoli. 

## Kariera
Duet bratov Advahov je bil ustanovljen leta 2005.  Prvotno je bilo mišljeno kot majhna skupina, vendar je sčasoma postala priljubljena in pridružili so se ji različni glasbeniki iz Moldavije in Romunije ter ustanovili orkester.  Od leta 2020 orkester šteje petinštirideset instrumentalistov. 
Dne 29. januarja 2022 je Teleradio-Moldova objavila, da bosta Advahov Brothers skupaj s zasedbo Zdob și Zdub nastopili na Pesmi Evrovizije 2022 v Torinu s pesmijo »Trenulețul«.  Nastopili so v prvem polfinalu in se prebili v finale v katerem so zasedli 7. mesto z 253. točkami. Po telefonskem glasovanju pa so zasedli 2. mesto tik za Ukrajino.